# در مهر اله‌آباد
در مهر اله آباد مربوط به دوره قاجار است و در زارچ، دهستان اله آباد واقع شده و این اثر در تاریخ ۱۰ خرداد ۱۳۸۲ با شمارهٔ ثبت ۹۱۴۱ به‌عنوان یکی از آثار ملی ایران به ثبت رسیده است.